# 147 км (зупинний пункт)
147 кіломе́тр — пасажирський залізничний зупинний пункт Полтавської дирекції Південної залізниці на лінії Гребінка — Ромодан між станціями Гребінка (13 км) та Лазірки (3 км). Розташований між селами Павлівщина та Олександрівка Гребінківського району Полтавської області.

## Пасажирське сполучення
На зупинному пункті зупиняються приміські електропоїзди.